# Nicos A. Petasis
Nicos A. Petasis (* 1954 in  Zypern) ist ein zyprisch-US-amerikanischer Chemiker (organische Synthese, bioorganische Chemie, Pharmakologie). Er ist Hochschullehrer an der University of Southern California (USC).

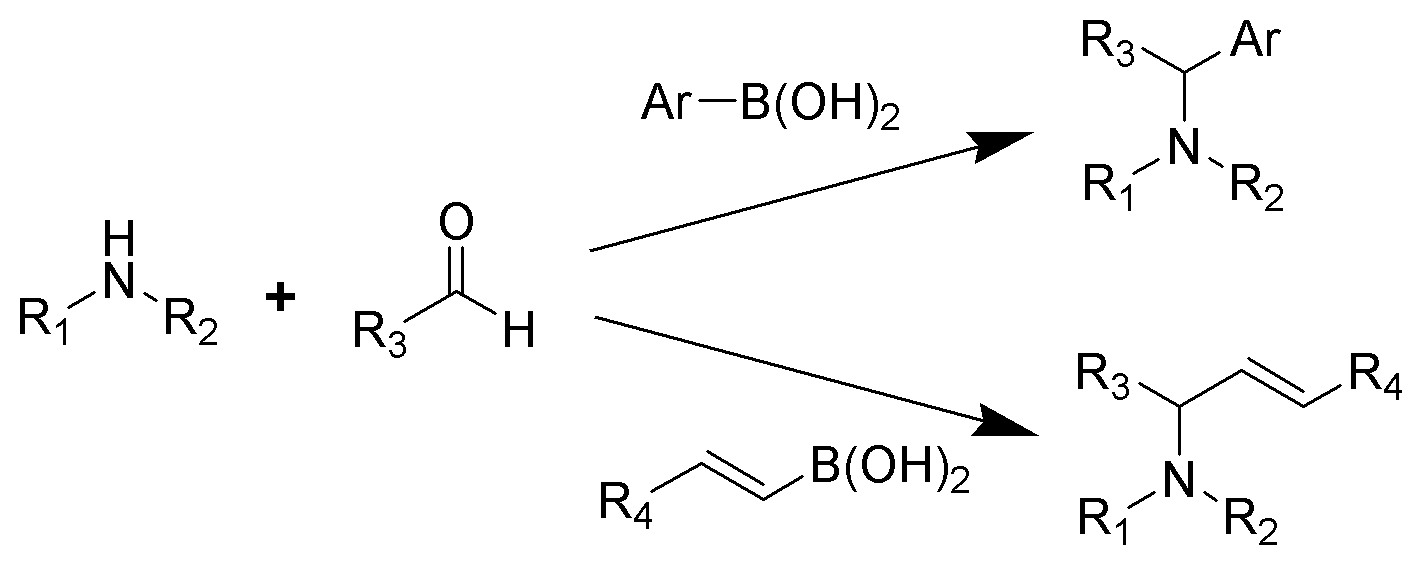
Petasis-Reaktion

Petasis erwarb 1978 seinen Bachelor-Abschluss an der Aristoteles-Universität in Thessaloniki und wurde 1983 an der University of Pennsylvania promoviert. Ab 1987 war er an der USC. Er ist dort seit 2001 Harold E. & Lillian M. Moulton Professor am Loker Hydrocarbon Institute der USC und später am Dana and David Dornsife College of Arts and Letters.
Von Petasis stammen neuartige organische Synthesemethoden, wobei er besonders die Chemie von Bor und Titan benutzt (da diese umweltfreundlich sind, billig und reaktionsfähig). Darunter ist die Petasis-Reaktion (Petasis borono-Mannich reaction, PBM), eine Reaktion von Aminen und Aldehyden mit Vinyl- und Aryl-Boronsäure zum Aufbau von Aminen, und die Petasis-Ferrier-Umlagerung (1995).
Nach ihm ist die Petasis-Reagenz benannt, ein metallorganischer Titan-Komplex. Sie wird vielfach in Forschungslaboratorien verwendet (unter anderem bei Merck für die Entwicklung des Chemotherapeutikums Emend).
Er befasste sich unter anderem mit Lipoxinen (Metaboliten der Arachidonsäure, die entzündungshemmend wirken und unter anderem von Neutrophilen Granulozyten abgegeben werden) und anderen mit Omega-3-Fettsäuren verbundenen Substanzen. Mit Charles Serhan vom Brigham and Women’s Hospital in Boston entwickelte er stabile und langlebige synthetische Lipoxine, ein neuer Ansatz für entzündungshemmende Medikamente. Er untersucht auch, warum Omega-3-Fettsäuren gesundheitsfördernd sind. Er arbeitet auch an neuartigen Chemotherapeutika gegen Krebs. Er hält mehrere Patente.
2009 wurde er Arthur C. Cope Scholar der American Chemical Society. Er erhielt auch den USC Associates Award for Creativity in Research and Scholarship.